# В погоне за Бонни и Клайдом
«В погоне за Бонни и Клайдом», также встречается перевод «Разбойники с большой дороги» (англ. The Highwaymen — «Разбойники») — американская криминальная драма 2019 года режиссёра Джона Ли Хэнкока по сценарию Джона Фаско. Фильм рассказывает о Фрэнке Хеймере (Кевин Костнер) и Мэни Голте (Вуди Харрельсон), двух техасских рейнджерах, которые пытаются выследить и задержать знаменитых преступников Бонни и Клайда в 1930-х годах.
Фильм разрабатывался в течение многих лет, а продюсер Кейси Сильвер изучал этот проект ещё в 2005 году. Изначально Джон Фаско видел в главных ролях возможного проекта Пола Ньюмана и Роберта Редфорда. Фильм начал разрабатываться Universal Pictures, но так и не был реализован. В феврале 2018 года сообщалось, что Netflix получил права на фильм, и что Костнер и Харрельсон сыграют главные роли. Съёмки начались в том же месяце и проходили в окрестностях Луизианы и в нескольких исторических местах, в том числе на дороге, где были убиты Бонни и Клайд.
Фильм вышел ограниченным театральным релизом в США 15 марта 2019 года и был выпущен в цифровом виде 29 марта на Netflix.

## Сюжет
В 1934 году, после двух лет бегства в качестве грабителей и убийц, преступники Бонни и Клайд помогли нескольким соратникам сбежать с фермы при тюрьме в Техасе. В ответ глава техасского Управления исправительных учреждений Ли Симмонс предлагает губернатору Ма Фергюсон нанять бывшего техасского рейнджера Фрэнка Хеймера, чтобы выследить преступников, независимо от Федерального бюро расследований (ФБР). Фергюсон и её сотрудники, расформировавшие рейнджеров для более продвинутых подразделений, настроены скептически, но всё-таки дают добро Симмонсу. Хеймер поначалу колеблется из-за своей семьи, но и он, и семья соглашаются, услышав о страшной перестрелке в Миссури с участием печально известной пары. Бывший напарник Хеймера, Мэни Голт, долгое время остававшийся без работы и живущий в тяжёлых условиях, присоединяется к нему.
ФБР какое-то время прослушивало семьи беглецов. Хеймер и Голт получают доступ к этой информации и приходят к выводу, что бандиты, скорее всего, доберутся до Далласа. Там они видят мужчину, бросающего через забор бутылку во двор матери Бонни, а затем мальчика, который её подбирает. Они преследуют его, но мальчик убегает. Прибывают агенты ФБР, сообщая им, что Клайд предположительно находится в Браунсвилле (Техас), и призывая рейнджеров держаться подальше от операции. Рейнджеры встречаются с шерифом Далласа Смутом Шмидом, который представляет их заместителю шерифа Теду Хинтону, другу детства Бонни и Клайда, и который может опознать их на месте, но Хеймер и Голт обеспокоены предыдущими колебаниями Хинтона стрелять по паре. На следующий день они слышат о двойном убийстве полицейских, совершённом Бонни и Клайдом, недалеко от Грейпвайн (Техас). Исследуя место преступления, Хеймер потрясён жестокостью пары и подчёркивает это Хинтону. Они также обнаруживают, что у Бонни с собой белый кролик, Хинтон говорит им, что это, скорее всего, подарок для члена семьи. Оставив Хинтона, они переезжают в Оклахому. От сотрудника заправочной станции, сочувствующего преступникам, они узнают, что разыскиваемые направляются в лагерь мигрантов. Оказавшись там, они узнают от местной девушки, что банда была там, и изучают лагерь преступников. Продолжая преследование, рейнджеры слышат по радио о двух других убитых полицейских. Они добираются до места преступления, но поскольку оно находится вне их полномочий, ФБР и местная полиция запрещают им осмотреть его. Разочарованные рейнджеры едут в Коффивилл (Канзас), полагая, что банда остановится там для того, чтобы пополнить запасы. Там они находят Бонни и Клайда и следят за ними, но им мешает толпа, подбадривающая преступников. Догоняя пару за городом, они обмениваются выстрелами, но бандитам удаётся сбежать от рейнджеров.
Пытаясь найти след на следующий день, Хеймер узнаёт, что Клайд позавтракал в Амарилло (Техас) и вернулся в Даллас, чтобы узнать, что белый кролик был доставлен семье Бонни. Хеймер навещает Генри Барроу, отца Клайда, который со слезами на глазах просит его «покончить с этим» для его семьи, зная, что его сына никогда не возьмут живым. Хеймер следует плану Голта, по которому Симмонс освобождает заключённого Уэйда МакНабба, связанного с бандой, в надежде выманить их. Пока Хеймер допрашивает МакНабба в баре, на Голта нападают трое преступников, помогающих банде, но он даёт им отпор. Услышав, что Бонни должна встретиться с парикмахером, на следующий день рейнджеры следят за домом Бонни, где они видят мужчину, бросающего бутылку во двор Бонни, и того же мальчика, который снова забирает её. В этот раз они догоняют его и находят в бутылке сообщение от банды, что они направляются в другое место. Придя в дом МакНабба для получения дополнительной информации, рейнджеры находят его жестоко избитого до смерти битой. Голт считает, что смерть МакНабба — его вина. Хеймер пытается отговорить его от этой мысли, что приводит к спору, но они примиряются и продолжают поиски. Анализируя движения своих противников и полагая, что «преступники всегда идут домой», Хеймер и Голт предсказывают, что они направляются в Луизиану, в дом отца Генри Метвина Айви, который живёт в приходе Бенвиль. Они идут к дому и находят доказательства того, что там были преступники. Рейнджеры объединяются с местными шерифами, поняв, что они не коррумпированы. Айви говорит им, в обмен на безопасность сына, что банда приедет в ближайшее время, и что есть только один путь к его дому и обратно. Затем к отряду присоединяется Тед Хинтон и заместитель шерифа Далласа Боб Элкорн. Той ночью Голт рассказывает полицейским о своём первом деле с Хеймером. Позже приходит Айви и говорит им, что банда приедет на следующий день. Устанавливая засаду, Хеймер приказывает Айви присоединиться к ним и делать вид, что его машина сломалась, чтобы остановить банду в точке засады. Когда прибывают Бонни и Клайд, они останавливаются, чтобы помочь Айви, как и планировалось. Хеймер, а затем Голт выходят и приказывают им поднять руки. Когда они не подчиняются и пытаются схватить оружие, отряд расстреливает их.
Изрешечённый пулями автомобиль отбуксирован вместе с изуродованными телами Бонни и Клайда в Аркейдию (Луизиана), где его окружает толпа истеричных зевак. Отказавшись от предложения прессы дать интервью по телефону за 1 000 долларов, Хеймер и Голт спокойно едут домой.
Постскриптум фильма гласит:
- «20 000 человек посетили похоронную службу Бонни Паркер в Далласе».
- «Похороны Клайда Барроу посетили 15 000 человек».
- «В 1935 году, после ухода Мириам „Ма“ Фергюсон с поста, техасские рейнджеры были восстановлены».
- «Бенджамин Мэни Голт вернулся на работу в техасские рейнджеры и служил там до своей смерти 14 декабря 1947 года».
- «Фрэнсис Август Хеймер, самый знаменитый техасский рейнджер всех времён, вернулся домой и вышел на пенсию. Он умер 10 июля 1955 года».
- «Фрэнк и Мэни похоронены рядом на мемориальном кладбище Остин Парк».[5]

## В ролях
- Кевин Костнер — Фрэнк Хеймер
- Вуди Харрельсон — Мэни Голт
- Кэти Бэйтс — Мириам «Ма» Фергюсон
- Джон Кэрролл Линч — Ли Симмонс
- Томас Манн — помощник шерифа Тед Хинтон
- Дин Дентон — помощник шерифа Боб Элкорн
- Ким Диккенс — Глэдис Хеймер
- Уильям Сэдлер — Генри Бэрроу
- Уильям Эрл Браун — Айви Метвин
- Дэвид Фурр — детектив Джон Куинн
- Джейсон Дэвис — агент Кендейл
- Джош Карас — Уэйд МакНабб
- Дэвид Борн — шериф Хендерсон Джордан
- Брайан Ф. Даркин — помощник шерифа Прентисс Окли
- Эмили Бробст — Бонни Паркер
- Эдвард Боссерт — Клайд Бэрроу

## Производство

### Создание
Примерно в 2005 году продюсер Кейси Сильвер начал разрабатывать фильм, по оригинальной идеи Джона Фаско, предполагалось, что главные роли постаревших техасских рейнджеров, которые гоняются за Бонни и Клайдом, сыграют Пол Ньюман и Роберт Редфорд.
Проект был давней целью Фаско показать техасского рейнджера Фрэнка Хеймера в правильном свете истории. Фаско много исследовал эту историю и подружился с сыном Хеймера, покойным Фрэнком Хеймером-младшим. К 2013 году проект находился в разработке в Universal Pictures.
21 июня 2017 года стало известно, что Netflix ведёт переговоры о выводе производства из Universal Pictures. На момент передачи прав, Netflix находился на ранней стадии обсуждения с Вуди Харрельсоном и Кевином Костнером на две ведущие роли и с Джоном Ли Хэнкоком в качестве режиссёра. Сценарий был написан Джоном Фаско. Кейси Сильвер, который занимался разработкой проекта, когда он работал в Universal, согласился стать продюсером фильма.
12 февраля 2018 года Netflix объявил, что фильм запущен в производство. Хэнкок был официально утверждён в качестве режиссёра, а Харрельсон, Костнер, Сильвер, Майкл Мэлоун и Род Лейк — в качестве продюсеров.

### Кастинг
Наряду с объявлением о выпуске фильма в производство было подтверждено, что Костнер и Харрельсон будут играть Фрэнка Хеймера и Мэни Голта соответственно. Кроме того, было объявлено, что Кэти Бэйтс, Джон Кэрролл Линч, Ким Диккенс, Томас Манн и Уильям Сэдлер также присоединились к актёрскому составу.

### Съёмки
Основная фотосъёмка для фильма началась 12 февраля 2018 года в Новом Орлеане (Луизиана). Также была запланирована съёмка в других местах по всему штату, включая Ковингтон, Лаплас, Хаммонд, Батон-Руж и Дональдсонвилл. 21 февраля 2018 года состоялись съёмки на плантации в долине Лорел в Тибодо (Луизиана). Производство было перенесено в Дональдсонвилл, где съёмки проходили до 26 февраля 2018 года и, как сообщается, для этого закрыли исторический район города. 5 марта 2018 года прошли съёмки в резиденции губернатора старой Луизианы в Батон-Руже. Как сообщается, на время съёмок улицы вокруг неё блокировались в течение большей части дня.
С 21 по 25 марта 2018 года съёмки проходили на автомагистрали 154. Как сообщается, в ходе съёмок было воспроизведено убийство Бонни Паркер и Клайда Барроу рядом с местом фактического события. Чтобы воссоздать сцену на асфальтовом шоссе с двумя полосами движения, съёмочная группа посадила деревья вдоль полосы движения и добавила грязь. Позднее в том же месяце съёмки проходили на мосту через реку Бразос, расположенном на старом американском шоссе 380, которое находится к юго-западу от Ньюкасла (Техас). Этот мост был заменой старого моста в графстве Янг на Красной реке между Техасом и Оклахомой, который был закрыт десятилетиями ранее. Основные съёмки для фильма были завершены 29 марта 2018 года в Шривпорте (Луизиана). Бюджет фильма, по сообщениям, составил 49 миллионов долларов.

## Релиз
Премьера фильма состоялась в «Театре Paramount» в Остине (Техас) 10 марта 2019 года во время кинофестиваля «South by Southwest» в рамках серии показов «Headliners». 15 марта 2019 года он вышел ограниченным театральным релизом, а затем, 29 марта 2019 года, началось вещание на Netflix в цифровом формате.

## Приём
На обзорном агрегаторе Rotten Tomatoes фильм получил рейтинг одобрения 58% на основе 139 обзоров, со средним рейтингом 5,9 из 10. На Metacritic у фильма средневзвешенная оценка 58 из 100, основанная на 28 рецензиях критиков, что указывает на «смешанные или средние отзывы».